# 王天木
王天木（1891年—1995年），原名王仁锵，东北人。中國政治人物。早年在东北军、西北军中工作，军统特工，与沈醉、陈恭澍、赵理君并称军统的“四大金刚”。

## 生平
早年就读于保定军官学校、东北讲武堂。初在黑龙江督办吴俊升部任职。后在西北军当参议，还在河南收编过土匪。1915年任浙江高等监察厅厅长、驻外使馆秘。后经吴俊升之子吴泰勋介绍，结识戴笠，成为特务处骨干分子。
早期任浙江高等监察厅厅长、驻外使馆秘书。后与爱国学生组织抗日除奸團，除掉了一批商界、政界等投日的汉奸。1932年为军统天津站首任站长，曾与时为北平站长的陈恭澍联手除掉汉奸张敬尧。1939年调任上海站长，刺杀了伪维新政府之外交部长陈箓，促使了76号的诞生。
1939年夏末，王天木为76号的李士群逮捕，但却在受到相当礼遇之后被放出。戴笠疑其叛变，秘令除掉王天木，终致王天木变节投敌。由于王天木在军统中的地位极高，其投敌使军统在敌后组织遭受到重创。如上海站完全瘫痪，南京站遭到重创，副站长投敌，而天津站、青岛站等完全被日伪破坏，其人员或投敌，或为日伪杀害。不久军统成功收买王天木之副官马河图，制造了有名的兆丰夜总会抢击案，汉奸特务陈明楚、何天风被告杀。由于马河图成功逃脱，王天木为76号怀疑，被关押了一段时间后又被释放。
1941年后，历任汪伪特工总部华北工作团副团长兼天津站站长、华北工作团副团长、团长、伪中央监察委员会委员、江苏省镇江地区行政督察专员等职。抗战后，王天木藏于北平西山，后去香港，与故交陈恭澍有过交往。
1949年后随国民政府前往台湾，并在此终老。